# Legión Cívica Argentina
La Legión Cívica Argentina fue un grupo paramilitar formado por el presidente argentino, general José Félix Uriburu.

## Historia

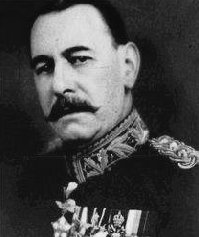
General José Félix Uriburu, Presidente de Argentina (1930-1932) y fundador del movimiento

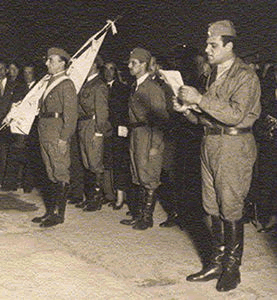
La Legión Cívica Argentina (LCA), mayo de 1932

Fue formado oficialmente como reserva de las fuerzas armadas argentinas. Fue reconocida como entidad política el 20 de mayo de 1931, siendo la única autorizada a funcionar durante el gobierno de facto y recibió personería jurídica el 11 de enero de 1932. Los miembros del movimiento fueron autorizados a recibir entrenamiento militar. Uriburu los bautizó como los  “Camisas negras argentinos”, siguiendo la base de las milicias de combate voluntarias de Benito Mussolini. La Legión se declaró integrada por "hombres patriotas" que encarnaran "el espíritu de la revolución de septiembre y que estuvieran moral y materialmente dispuestos a cooperar en la reconstrucción institucional del país". La Legión fue la organización nacionalista más grande de Argentina a principios de la década de 1930.
El primer presidente del Consejo Superior de la Legión fue el médico Floro Lavalle. El movimiento estaba estructurado según una lógica militar, por lo que habían adoptado a la Ley 4707 -que regulaba el funcionamiento de las Fuerzas Armadas en el país- como su modelo organizacional. Debido a ello la Legión contaba inicialmente también con un Comando Supremo, cuyo jefe de Estado Mayor fue el oficial de infantería Alfredo Argüero Fragueyro. 
La organización creó ramas en todo el territorio argentino. 
Entre sus miembros más notorios figuraban los periodistas Juan E. Carulla, Guillermo Gallardo, Santiago Díaz Vieyra y Guillermo Lasserre Mármol, los abogados Juan P. Ramos, Alberto Uriburu y Santiago Rey Basadre, el escribano Juan Manuel Tobio, el banquero Federico Gerónimo Leloir, el empresario Marcelo de Lezica, el médico Juan B. Llosa, los militares Filomeno Velazco, Nicolás Accame, Alberto de Oliveira Cézar, Jacinto Hernández, Ricardo Harriague Castex, Juan R. Jones, Arturo Brinkmann y Horacio Röttjer, y el político Benjamín Villafañe. También adherirían a la organización un conjunto de jóvenes que luego se destacarían en la militancia nacionalista como Arturo Palenque Carreras, Juan Queraltó, Emilio Samyn Ducó, Luis F. Gallardo y Luis María de Pablo Pardo. 
Las primeras acciones de la Legión estuvieron orientadas a manifestar públicamente el sentimiento patriótico, por lo que participaron de actos y desfiles portando banderas y cantando canciones nacionalistas. 
Se creó una Agrupación Femenina dentro de la Legión la cual estaba encabezada por Josefina Meyer de Lavalle, Adela Gramajo de Patrón Costas y Magdalena Bustamante de Paz Anchorena. Ese grupo se constituyó como una verdadera sociedad de beneficencia, asistiendo y educando a familias carenciadas.   
También se creó la Legión Cívica Infantil, que el 29 de mayo de 1931 fue reconocida por el Consejo Nacional de Educación como “Institución con fines de cultura cívica y patriótica de carácter apolítico”, lo que la autorizaba a “ocupar, cuando lo pida, los locales de las escuelas y plazas de ejercicios físicos” dependientes del referido Consejo.

### Durante la presidencia de Justo
Con el ascenso de Agustín P. Justo al poder, la organización perdió sus vínculos con el gobierno. En consecuencia muchos militantes civiles se desafiliaron para unirse a distintos partidos políticos y los militantes militares se vieron obligados a dejar de entrenar a los legionarios. Se produjo un debate interno sobre la actitud que debía guiar a los miembros de la organización: salir a las calles para combatir frente a frente a los comunistas, anarquistas y radicales yrigoyenistas, o realizar un trabajo de transmisión de los valores nacionales a través de la promoción cultural. 
Lavalle, Ramos y Uriburu lideraron al segundo grupo, motivo por el cual rompieron con la Legión Cívica y optaron por crear la Acción Nacionalista Argentina. Carlos R. Ribero, por consiguiente, asumió la conducción de la organización. Una de las primeras cosas que hizo el nuevo líder fue proponer la creación de la Federación Obrera Nacionalista Argentina (FONA), como una central sindical que frenase el avance de las izquierdas entre los trabajadores. Al frente de la estructura quedaron Carlos Navarro Otero y Luis Lado Vidal, quienes impusieron un furioso discurso anticapitalista. FONA terminaría adquiriendo cada vez más autonomía hasta desentenderse del mando de Ribero unos años más tarde.
En 1933 los hombres de la Legión se sumaron a la iniciativa para crear la coalición Guardia Argentina que agruparía a las fuerzas nacionalistas opositoras al gobierno que operaban descoordinadas. Pese a que el movimiento contó con el padrinazgo de dos figuras de gran relevancia en la época como Leopoldo Lugones y Abel Renard, no se pudo consensuar un plan de acción coherente y pocos meses después todo se terminó diluyendo.    
La sensación de naufragio en los planes para reconquistar el poder provocaron la ruptura de algunos miembros disconformes con el liderazgo de Ribero: así nacería la Milicia Cívica Nacionalista que encabezaba Hernández y la Legión Nacionalista que comandaba Alberto de Oliveira Cézar.
Los violentos enfrentamientos callejeros contra los izquierdistas motivaron a la prensa progresista a afirmar que los hombres de la Legión Cívica eran importadores y embajadores del fascismo italiano y del nacionalsocialismo alemán, algo que desde la organización se ocuparon de desmentir (incluso el escritor Manuel Gálvez los acusó de imitar un militarismo como el europeo al que juzgaba estéril para el bienestar nacional). Los diputados Uberto Vignart, Abraham de la Vega y Manuel Fresco se ocuparon desde el Congreso de la Nación de defender a la Legión ante los intentos de algunos parlamentarios de prohibir su existencia.
La organización se puso a las órdenes de Accame para apoyarlo ante un futuro golpe de Estado contra Justo, pero dicha conspiración finalmente no se produjo. 
En 1935 los legionarios acudieron a la defensa de Federico Martínez de Hoz, el gobernador conservador de la provincia de Buenos Aires que había decidido oponerse al régimen corrupto de Justo. Por ello Ribero terminó ingresando brevemente como funcionario al gobierno bonaerense. Unos meses más tarde la Legión, por influencia de Molina, se integró a la Junta Provisional del Nacionalismo Argentino con el objetivo de intervenir en las maniobras que civiles y militares desplegarían para derrocar al presidente, pero los planes fallaron. 
Desde el interior de la organización Queraltó crearía la Unión Nacionalista de Estudiantes Secundarios como brazo juvenil, pero la formación terminaría por alejarse de la Legión para crear su propio movimiento de referencia denominado Alianza de la Juventud Nacionalista. 
Carulla también abandonaría a la Legión por esa época, acusándola de no apostar por la creación de una unión patriótica con fuerzas de la derecha que frenase lo que veía como una inminente ofensiva del comunismo sobre el país.

### Durante las presidencias de Ortiz y Castillo
La evolución de las ideas nacionalistas en la década de 1930 produjo la aparición de nuevas agrupaciones, lo que le quitó impulso a la Legión, la cual, hacia 1938, era percibida mayormente como un grupo de nostálgicos uriburistas que buscaban revivir un régimen que no llegó a imponer nada de lo que proponía. 
El inicio de la Segunda Guerra Mundial revitalizó a la organización, puesto que sus militantes se unieron a la campaña para que la Argentina mantuviese la neutralidad ante el conflicto bélico internacional -pese a que en los años anteriores venían manifestando públicamente sus simpatías con la Italia de Mussolini y la Alemania de Hitler. 
La Legión apoyó abiertamente en 1941 al Consejo Superior del Nacionalismo, lo que la puso nuevamente bajo el escrutinio del Congreso de la Nación, que había creado la Comisión Especial Investigadora de Actividades Antiargentinas como órgano para la persecución y censura del nacionalismo. 

### Disolución
Hacia 1943 los ya escasos militantes con los que contaba la Legión apoyaron al nuevo gobierno de Pedro Pablo Ramírez. 
A mediados del año siguiente el gobierno nacional, ahora liderado por Edelmiro Farrell, le solicitó a los líderes de la Legión que informasen sobre su patrimonio, sus recursos y sus militantes. Al no responder al llamado, se decidió quitarle definitivamente la personería jurídica. 
Ribero intentó durante algunos años mantener vigente a la organización, pero la falta de adherentes desembocó en su desaparición definitiva del escenario político argentino.

## Medios de prensa
La Legión Cívica Argentina editó diversas revistas que sirvieron de órgano oficial de prensa de la organización: Combate, Tacuara y Voz Nacionalista. Sin embargo también recibieron una importante cobertura por parte de la prensa nacionalista de la época, especialmente de Bandera Argentina y Crisol.

## Himno de la LCA
'La organización registró dos canciones como su himno: "¡Viva la patria!" de José Arenas en 1931 y "Legión Cívica Argentina" de Ernesto Nucci en 1936. La primera llegó a ser grabada por Carlos Gardel, el máximo ídolo popular argentino de los años '30.
La letra es la siguiente:

La niebla gris rasgó veloz, 
el vuelo de un avión.
y fue el triunfal 
amanecer de la revolución.
Y como ayer, 
el inmortal 1810,
salió a la calle el pueblo 
radiante de altivez.
No era un extraño el opresor 
cual de un siglo atrás,
pero en el mismo el pabellón 
que quiso arrebatar.
Y al resguardar la libertad, 
del trágico malón
la voz eterna y pura 
por las calles resonó:
¡Viva la Patria!
y la gloria de ser libre.
¡Viva la Patria!
que quisieron mancillar.
Orgulloso de ser argentino,
al trazar nuestros nuevos destinos,
¡Viva la Patria! 
De rodillas en su altar.
Y la legión que construyó 
la nacionalidad,
nos alentó, nos dirigió
desde la eternidad.
Entrelazados vio avanzar 
la capital del sur,
soldados y tribunos, 
linaje y multitud.
Amanecer primaveral 
de la Revolución,
de tu vergel, cada mujer 
fue una fragante flor.
Y hasta tiño tu pabellón 
la sangre juvenil,
haciendo más glorioso 
nuestro grito varonil.
¡Viva la Patria!
y la gloria de ser libre.
¡Viva la Patria! 
que quisieron mancillar.
Orgulloso de ser argentino,
al trazar nuestros nuevos destinos,
¡Viva la Patria! 
De rodillas en su altar.